# Teatri di Milano
Di seguito un elenco dei teatri di Milano.

## Teatro alla Scala

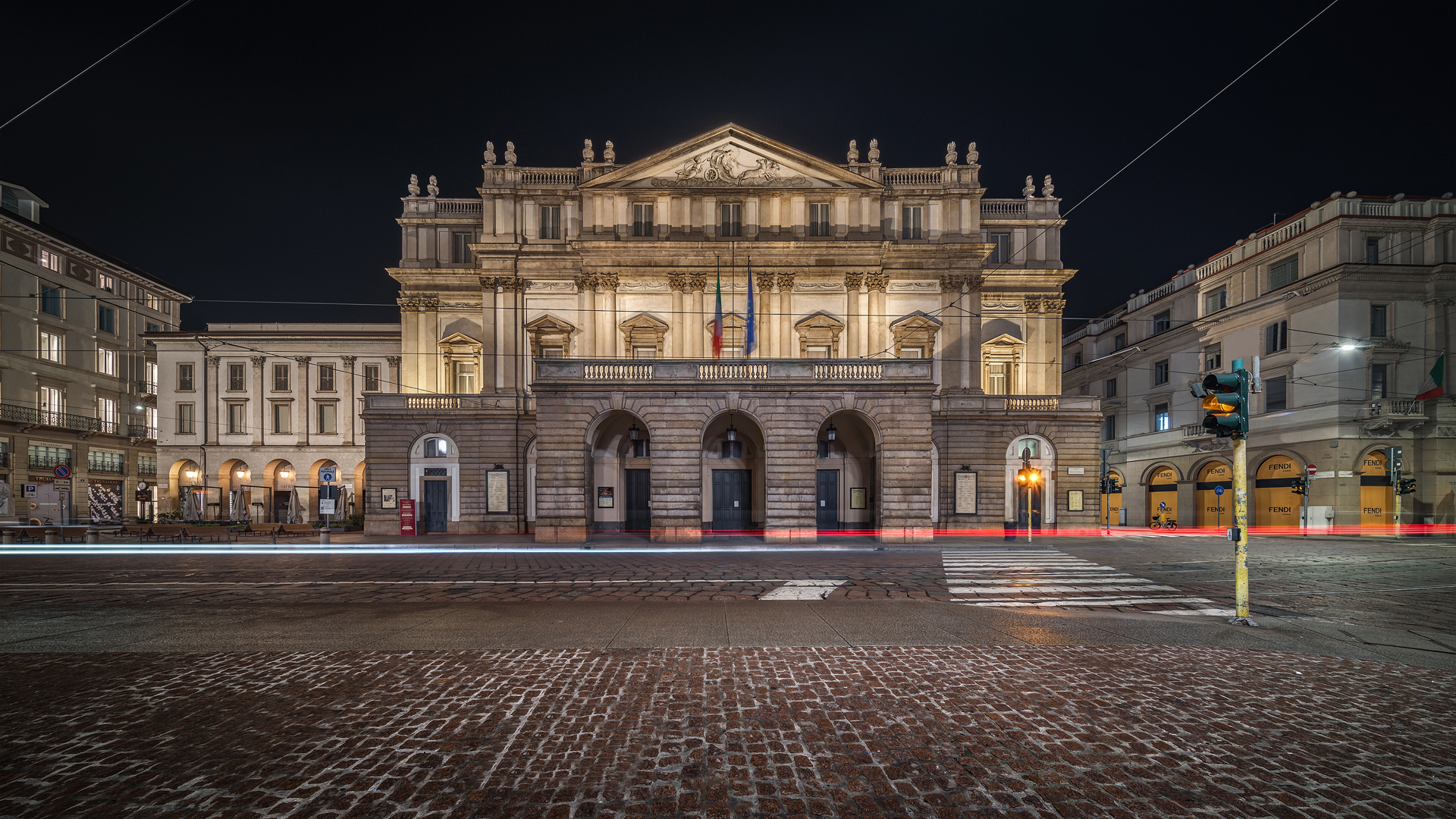
Teatro alla Scala

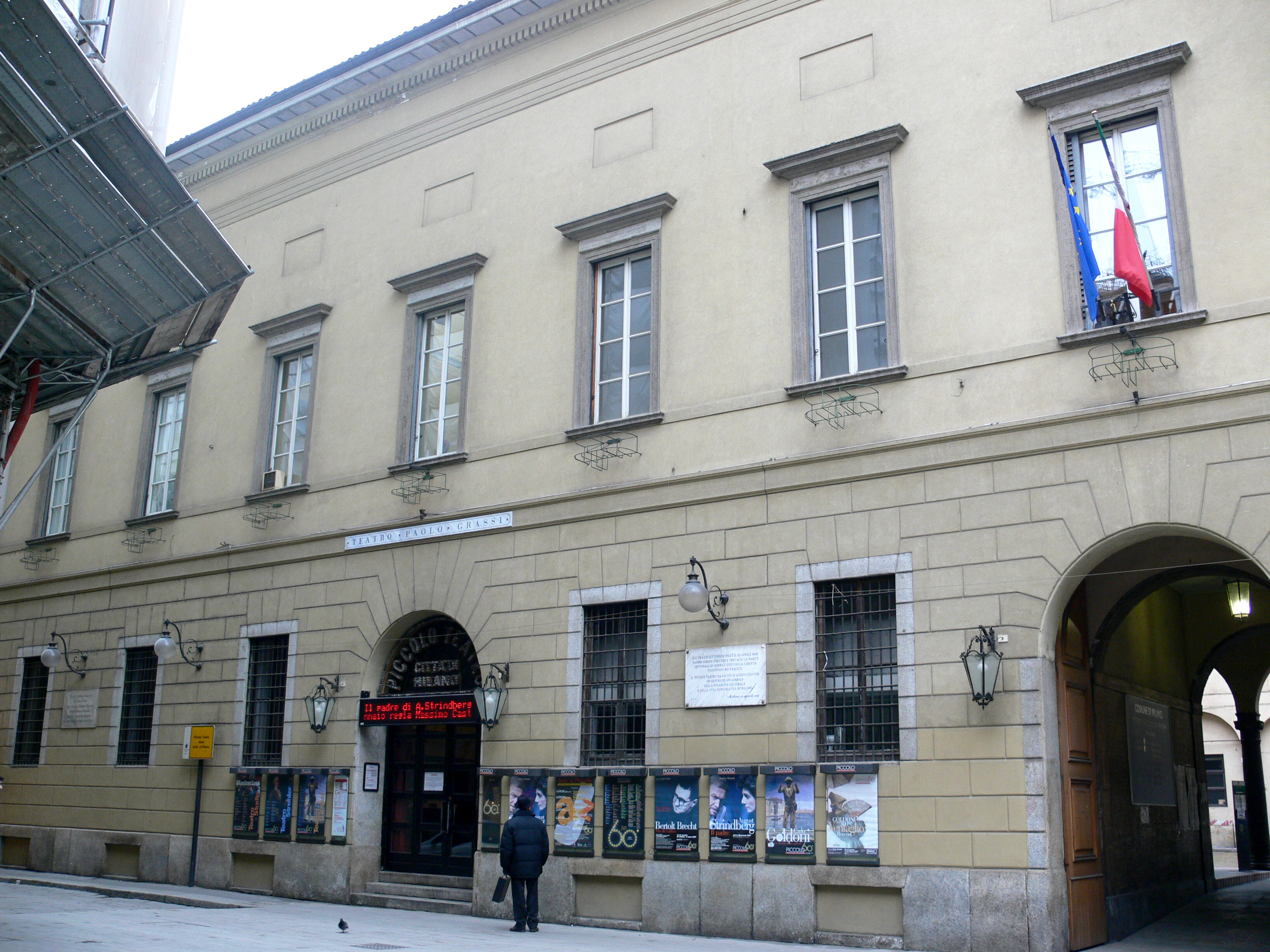
La Sala Grassi del Piccolo Teatro di Milano

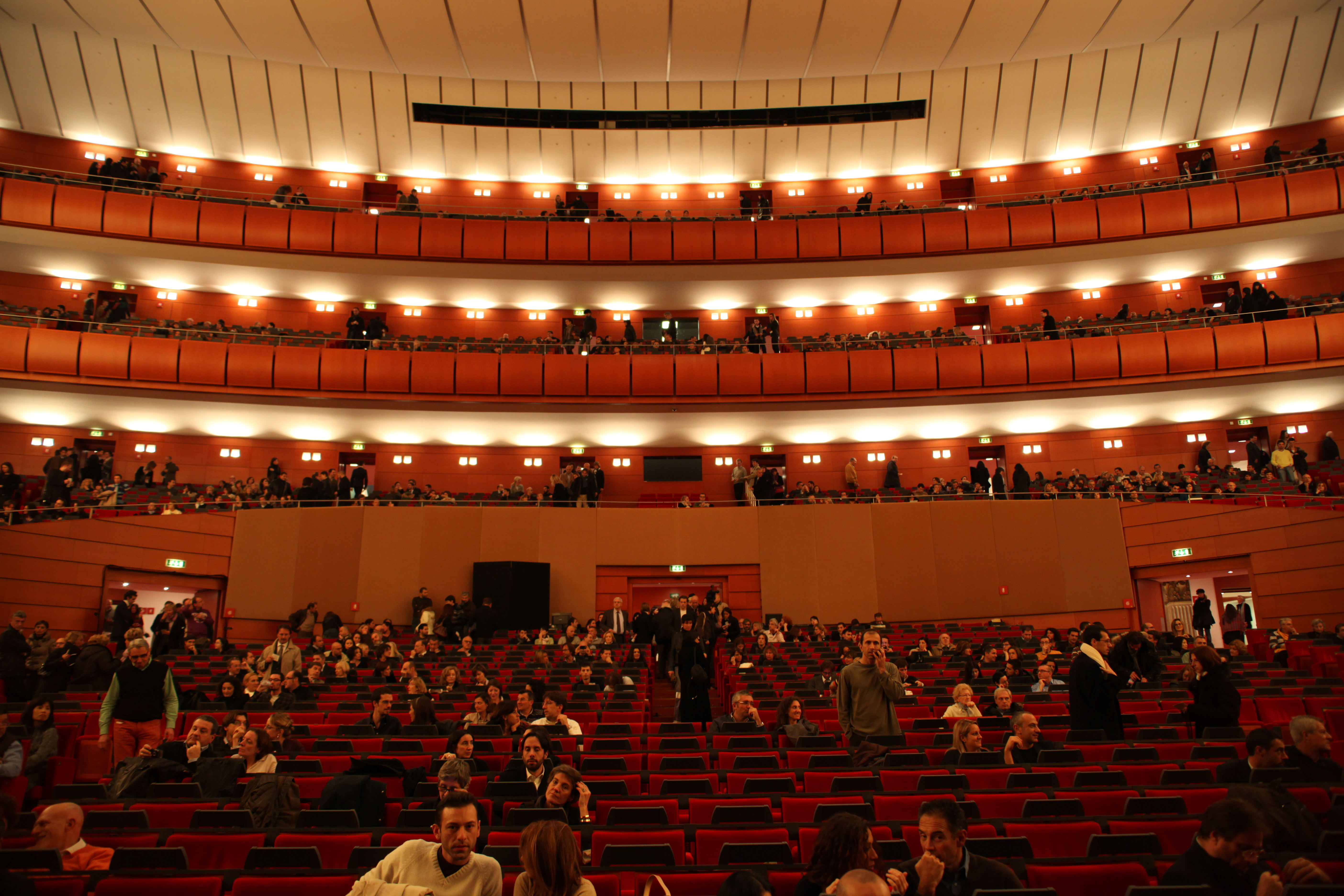
Interno del Teatro degli Arcimboldi

Il Teatro alla Scala di Milano, citato spesso semplicemente come La Scala, oltre ad essere uno dei teatri più famosi al mondo è conosciuto per essere il tempio della lirica; situato in una delle piazze maggiormente frequentate ed eleganti della città, l'omonima  Piazza della Scala, dalla quale prende appunto il nome. Il nome del teatro deriva da quello della Chiesa di Santa Maria alla Scala, eretta nel 1381 e così chiamata in onore della committente, Regina della Scala moglie di Bernabò Visconti, edificio di culto demolito per far posto al teatro.
Il teatro ha subito una notevole ristrutturazione tra il 2002 e 2004, secondo il progetto architettonico dello svizzero Mario Botta. La ristrutturazione, realizzata in breve tempo, ha visto l'aggiunta di una struttura laterale di pianta ovale ed una nuova torre scenica. La Scala restaurata è stata inaugurata il 7 dicembre 2004 con il dramma per musica di Antonio Salieri, Europa riconosciuta, diretto da Riccardo Muti.
La stagione scaligera, uno dei più importanti eventi della vita mondana milanese, è composta da opera lirica, balletto e concerti di musica classica.

## Piccolo Teatro di Milano
Primo teatro stabile italiano, il Piccolo Teatro di Milano (Teatro d'Europa per decreto ministeriale nel 1991)
Fondato a Milano nel 1947 da Paolo Grassi e Giorgio Strehler, (che lo dirigeranno insieme fino al 1967; poi ci sarà il solo Grassi alla guida del Piccolo fino alla sua nomina a Sovrintendente della Scala nel 1972. Dopo di lui e fino alla morte avvenuta nel 1997 sarà Strehler a dirigerlo), il Piccolo Teatro è il primo esempio di organizzazione stabile della scena in Italia; si propone, fin dall'inizio, di essere un teatro d'arte per tutti, con un repertorio "misto": internazionale, ma allo stesso tempo legato alle proprie radici. 
Il Piccolo Teatro con le sue tre sale Teatro Grassi, Teatro Strehler e Teatro Studio  è diretto da Sergio Escobar. Consulente Artistico è Stefano Massini.

## Teatro degli Arcimboldi
Il Teatro degli Arcimboldi (noto anche come Teatro della Bicocca degli Arcimboldi o con l'abbreviazione TAM) è un teatro di recente realizzazione. 
Trae il nome dalla Bicocca degli Arcimboldi che tuttora esiste nei dintorni. Più propriamente, si tratta del Nuovo Teatro degli Arcimboldi, perché un Teatro Arcimboldi, diretto da Ettore Gian Ferrari, fu attivo a Milano negli anni venti-trenta.
La sua costruzione è stata legata alle vicende del Teatro alla Scala, in quanto si intendeva accogliere in esso gli spettacoli di questo teatro in occasione della sua ultima ristrutturazione. Venne inaugurato il 19 gennaio 2002 con La traviata.

## Altri teatri

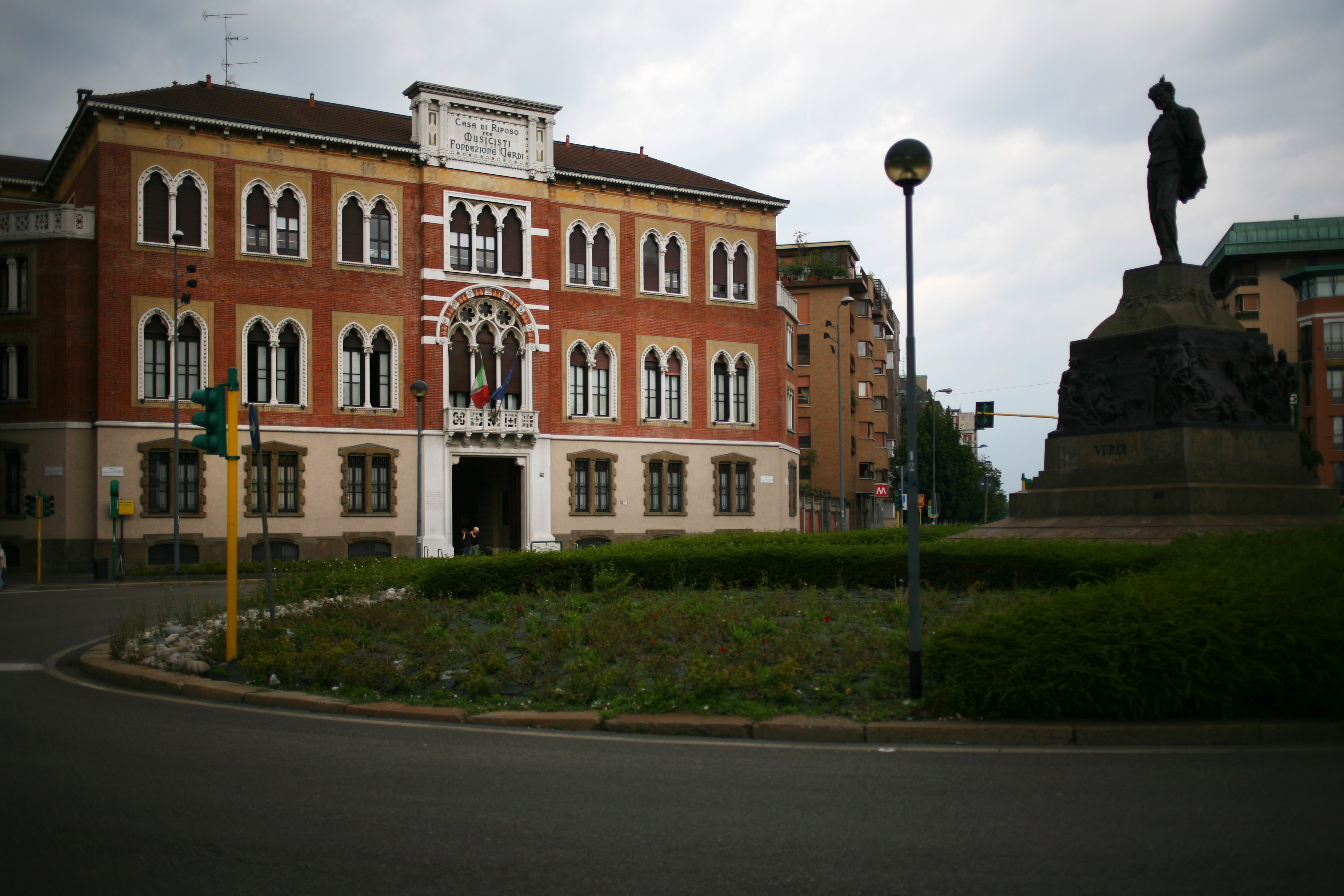
Casa di riposo Giuseppe Verdi per musicisti

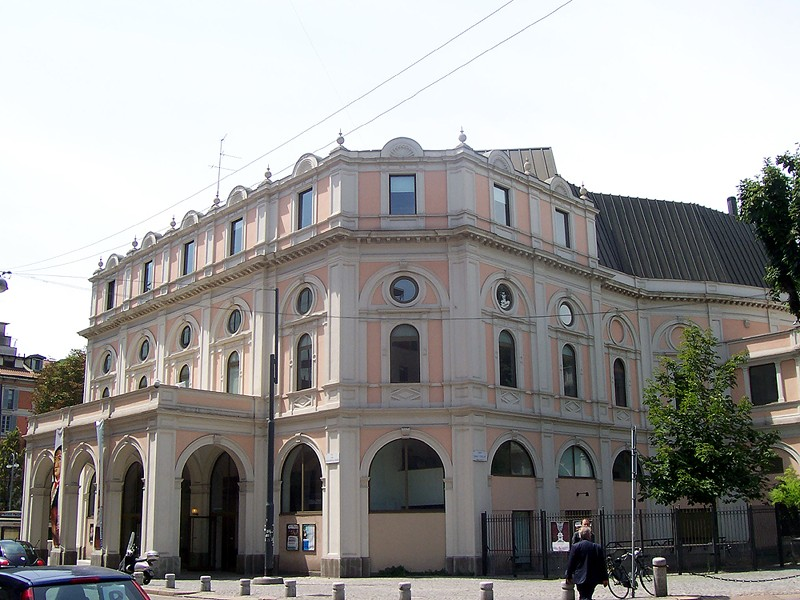
Teatro Dal Verme

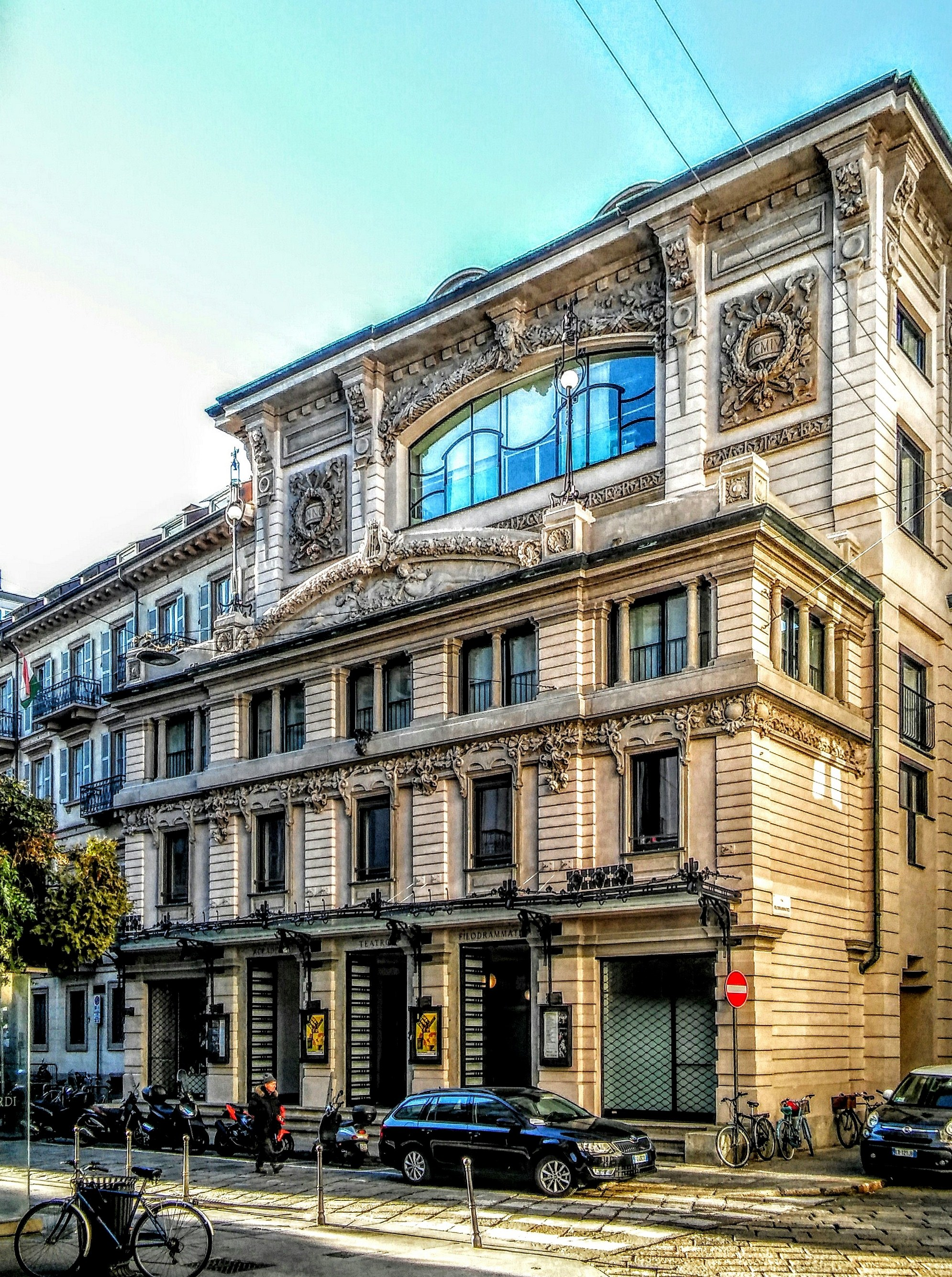
Teatro dei Filodrammatici di Milano

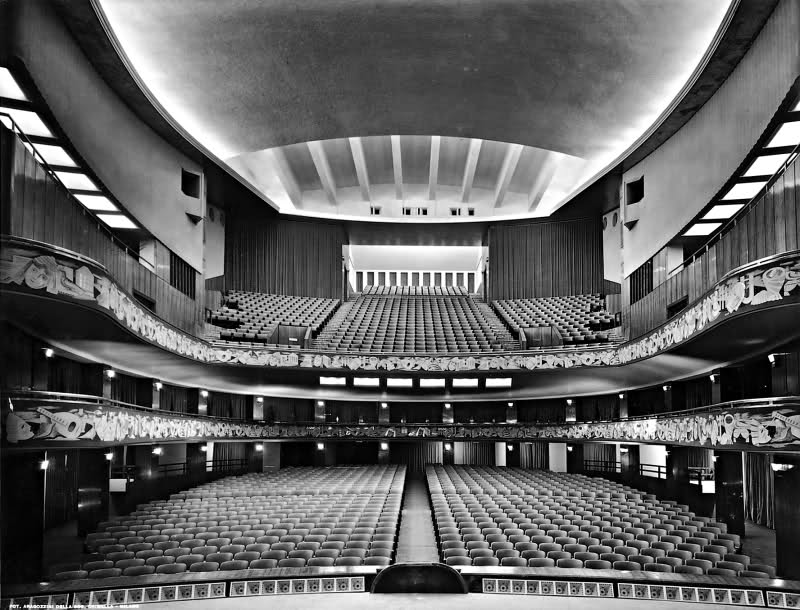
L'interno del Teatro Lirico di Milano appena restaurato (1938)

| Nome                             | Inaugurazione | Indirizzo                    | Tipologia prevalente               | Compagnia                                   |
| -------------------------------- | ------------- | ---------------------------- | ---------------------------------- | ------------------------------------------- |
| Arsenale                         | 1978          | Via Cesare Correnti, 11      | Teatro di prosa                    | N.D.                                        |
| Auditorium di Milano             | 1999          | Largo Gustav Mahler          | Sala da concerto                   | Orchestra Sinfonica di Milano               |
| Carcano                          | 1803          | Corso di Porta Romana, 63    | Teatro di prosa                    | N.D.                                        |
| Ciak                             | 1977          | Via Procaccini, 4            | Musical                            | N.D.                                        |
| Conservatorio (Sala Verdi)       | 1807          | Via Conservatorio, 12        | Sala da concerto                   | N.D.                                        |
| Cooperativa                      | 2001          | Via Hermada, 8               | Teatro di prosa                    | Teatro della Cooperativa                    |
| Cucina                           | 1996          | via Ippocrate, 45            | N.D.                               | N.D.                                        |
| CRT - Teatro dell'Arte           | 1974          | Via Emilio Alemagna, 6       | N.D.                               | N.D.                                        |
| Dal Verme                        | 1872          | Via San Giovanni sul Muro, 2 | N.D.                               | N.D.                                        |
| Derby                            | 1960          | Via Pietro Mascagni 8        | N.D.                               | N.D.                                        |
| Elfo Puccini                     | 1972          | Corso Buenos Aires, 33       | Teatro d'arte contemporanea        | N.D.                                        |
| Erbe                             | N.D.          | Via Mercato, 3               | N.D.                               | N.D.                                        |
| Filodrammatici                   | 1800          | Via Filodrammatici, 1        | N.D.                               | N.D.                                        |
| Fontana                          | N.D.          | Via Boltraffio, 21           | Centro di produzione teatrale      | N.D.                                        |
| Fossati                          | 1859          | Corso Garibaldi              | N.D.                               | N.D.                                        |
| Gerolamo                         | 1868          | Piazza Beccaria, 8           | Teatro delle marionette            | N.D.                                        |
| Teatro i                         | 2004          | Via Gaudenzio Ferrari, 11    | N.D.                               | N.D.                                        |
| Libero                           | N.D.          | Via Savona, 10               | N.D.                               | N.D.                                        |
| Lirico (Teatro della Cannobiana) | 1776          | Via Larga, 14                | N.D.                               | N.D.                                        |
| Leonardo Da Vinci                | N.D.          | piazza Leonardo Da Vinci     | N.D.                               | N.D.                                        |
| Litta                            | 1700          | Corso Magenta, 24            | N.D.                               | N.D.                                        |
| Manzoni                          | 1850          | Via Manzoni, 42              | N.D.                               | N.D.                                        |
| Martinitt                        | 1932          | Via Pitteri, 58              | Teatro di prosa / Commedia         | La Bilancia                                 |
| Memoria                          | 1998          | Via Cucchiari, 4             | Teatro di prosa                    | N.D.                                        |
| Menotti                          | 1969          | Via Ciro Menotti, 11         | Teatro stabile                     |                                             |
| Nazionale                        | 1924          | Piazza Piemonte, 12          | N.D.                               | N.D.                                        |
| Nuovo                            | 1938          | Piazza San Babila            | N.D.                               | N.D.                                        |
| Odeon (ora cinema)               | 1930          | Via Santa Radegonda, 8       | Teatro di prosa                    | N.D.                                        |
| Officina                         | 1973          | Via Sant'Elembardo, 2        | N.D.                               | N.D.                                        |
| Olmetto                          | 1957          | Via Olmetto, 8               | N.D.                               | N.D.                                        |
| Out Off                          | 1976          | Via Mac Mahon, 16            | N.D.                               | N.D.                                        |
| Parenti                          | 1972          | Via Pier Lombardo, 14        | N.D.                               | N.D.                                        |
| Piccola Scala (demolito)         | 1949          | via Filodrammatici, 1        | N.D.                               | N.D.                                        |
| Plinius (ora cinema)             | 1930          | V.le Abruzzi, 28/30          | Teatro di rivista                  | N.D.                                        |
| Quattordicesima                  | N.D.          | Via Oglio, 18                | N.D.                               | N.D.                                        |
| Re (demolito)                    | 1813          | Via Silvio Pellico           | N.D.                               | N.D.                                        |
| Regio Ducale (demolito)          | 1717          | Palazzo Ducale (oggi Reale)  | Teatro d'opera                     | N.D.                                        |
| Teatro Repower                   | 2003          | Via G. Di Vittorio, 6 Assago | musical, altro                     | N.D.                                        |
| Salone Margherita (demolito)     | 1598          | Palazzo Ducale (oggi Reale)  | Teatro d'opera                     | N.D.                                        |
| San Babila                       | 1964          | Corso Venezia, 2/a           | Teatro di Prosa                    | Fama Fantasma - Compagnia Teatro San Babila |
| Smeraldo (chiuso)                | 1940          | Piazza 25 Aprile, 10         | N.D.                               | N.D.                                        |
| Verdi                            | N.D.          | Via Pastrengo, 16            | Teatro di prosa / Teatro di figura | Teatro del Buratto                          |
| Zelig                            | 1986          | Viale Monza, 140             | Cabaret                            | N.D.                                        |